# Francisco Javier Ferrero
Francisco Javier Ferrero Llusiá (Madrid, 1891-Madrid, 1936) fue un arquitecto español. Se dedicó a diversos proyectos de construcción y de reforma en edificios de Madrid (arquitecto de la Oficina Técnica Municipal desde 1919). Colaboró estrechamente con su padre, Luis Ferrero Tomás, hasta el punto de que sus estilos se confunden. De 1926 en adelante su trabajo pasó a quedar encuadrado en la corriente denominada racionalismo madrileño. Falleció durante la defensa de Madrid, en la guerra civil.

## Obra

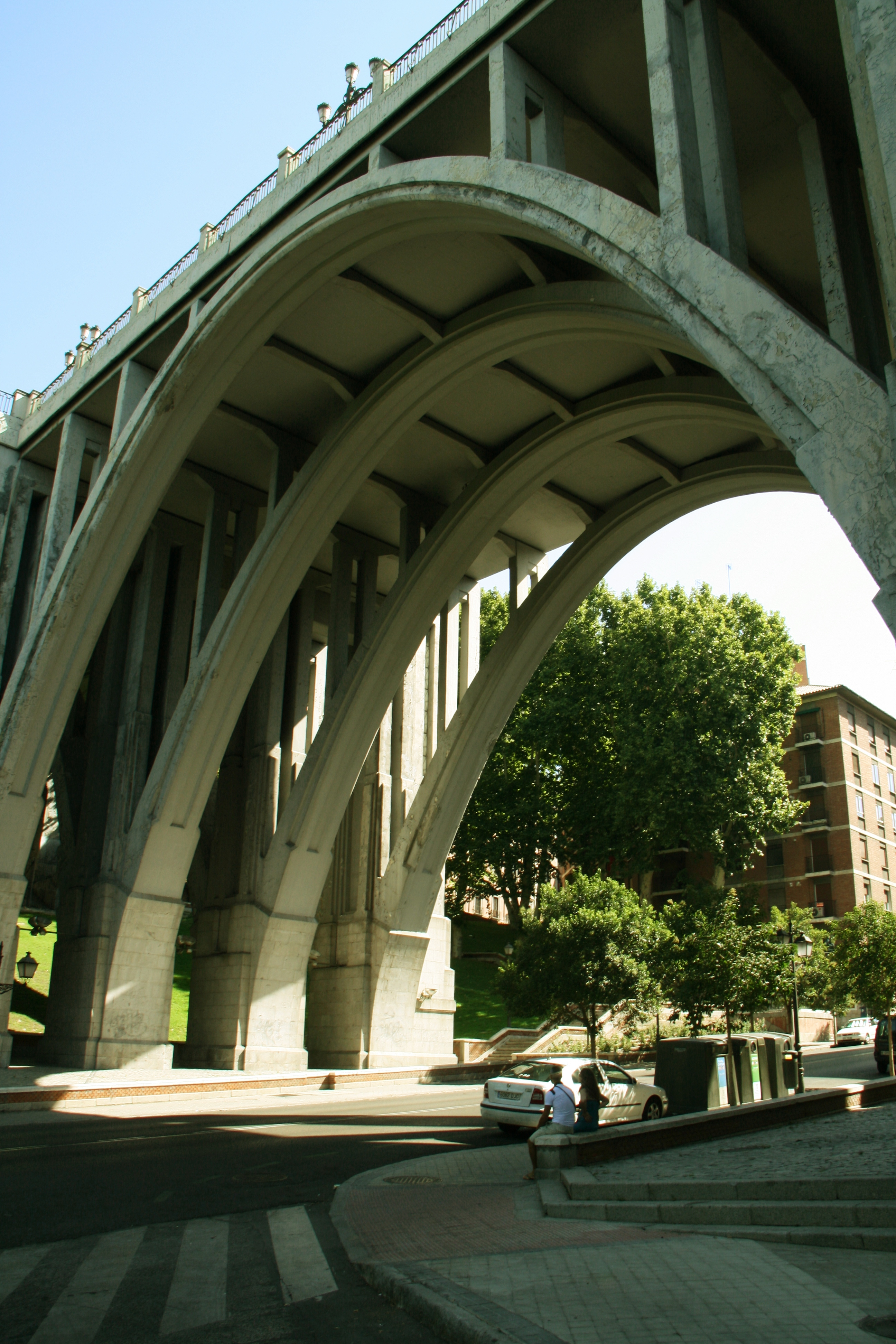
El viaducto de la calle de Bailén es una de sus obras más conocidas en Madrid

La mayoría de las obras se encuadran dentro del espacio urbano de Madrid. Algunas de sus obras son:
- Mercado Central de Frutas y Verduras (en Wikipedia Mercado Central de Frutas y Hortalizas), en la plaza de Legazpi (1926-1935). Realizado en colaboración con el ingeniero de caminos Alfonso Peña Boeuf.[2]
- Mercado de Olavide, en la plaza del mismo nombre (1931-1934). El mercado fue dinamitado en el año 1974.
- Mercado Central de Pescados de la Puerta de Toledo (1931-1934).
- Edificio de la Tenencia de Alcaldía del Distrito de Arganzuela, en la calle de Ribera de Curtidores (1932).
- Viaducto de la calle de Bailén en compañía de los ingenieros José Juan Aracil y Luis Aldaz Muguiro (1932).
- Nave para "sacrificio de aves" en el Matadero y Mercado Municipal de Ganados de Madrid.
- Nueva sede de la Imprenta Municipal en la calle de la Concepción Jerónima (1933).
- Edificio Parque Sur, con José de Azpiroz y el ingeniero José Paz Maroto.
- Tenencia de Alcaldía del Distrito del Congreso del Ayuntamiento de Madrid en Paseo del Prado, 30 (1925). Finalizado en 1936 por Adolfo Blanco).